# European Film Awards 1995
La 8ª edizione della cerimonia di premiazione dei European Film Awards si è tenuta il 12 novembre 1995 a Berlino, Germania.

## Vincitori e candidati
Vengono di seguito indicati in grassetto i vincitori.
Ove ricorrente e disponibile, viene indicato il titolo in lingua italiana e quello in lingua originale tra parentesi.
Miglior film
- Terra e libertà (Land and Freedom), regia di Ken Loach ( Regno Unito)
- Incontri a Parigi (Les rendez-vous de Paris), regia di Éric Rohmer ( Francia)
- Lo sguardo di Ulisse (To Vlemma tou Odyssea), regia di Theo Angelopoulos ( Grecia)

Miglior film giovane
- L'odio (La haine), regia di Mathieu Kassovitz ( Francia)
- Butterfly Kiss, regia di Michael Winterbottom ( Regno Unito)
- Der Totmacher - La belva ferita (Der Totmacher), regia di Romuald Karmakar ( Germania)

Miglior documentario
- Jens Meurer,  Germania

Premio FIPRESCI
- Lo sguardo di Ulisse (To Vlemma tou Odyssea), regia di Theo Angelopoulos ( Grecia)

Premio alla carriera
- Marcel Carné